# Сухотін Сергій Михайлович
Сергій Михайлович Сухотін (рос. Сергей Михайлович Сухотин; 18 лютого 1887 року, Кочети, Залегощенський район, Орловська область — 4 червня 1926 року, Орлі) — гвардійський поручик, учасник вбивства Г. Ю. Распутіна, перший комендант Ясної Поляни.

## Біографія
У 1901–1906 роках навчався в Морському кадетському корпусі.
У 1906–1911 роках навчався на соціально-економічному відділенні Лозанського університету в Швейцарії.
В 1911—1912 роках в статусі однорічника проходив військову підготовку в Лейб-гвардії 4-му стрілецькому Імператорського прізвища полку. У 1912 році — прапорщик запасу.
На початку Першої світової війни вступив на службу в Лейб-гвардії 1-шу стрілецьку Його Величності полк. У 1915 році — командир сьомої роти Лейб-гвардії 1-го Стрілецького Його Величності полку, що входив до складу Гвардійського корпусу генерала В. М. Безобразова. У 1915 році під час важких позиційних боїв на Північному фронті був важко поранений і контужений.
За бойові заслуги нагороджений орденами Св. Анни IV ступеня і Св. Володимира IV ступеня.
Після поранення проходив лікування в Петрограді у військовому госпіталі княгині З. М. Юсупової.
У травні 1916 року одружився з І. А. Горяїновою (Енері) — давньою знайомою із Ясної Поляни, відомою піаністкою, ученицею композитора О. К. Глазунова.
У лютому 1916 року евакуйований з фронту. Переведений у резерв чинів Головного управління Генерального штабу.
Із червня 1917 року до квітня 1918 року служив у Головному управлінні по закордонному постачання Військового міністерства.
Із кінця квітня до червня 1918 року — завідувач Відділом закордонних металів у Головному управлінні з постачання металами (РАСМЕКО) при ВРНГ.
У листопаді 1918 року разом зі своїм другом князем О. С. Чагадаєвим — секретарем РАСМЕКО — звинуватили у спекуляції та хабарництві за контрреволюційній «Справі відповідальних співробітників РАСМЕКО». На засіданні Ревтрибуналу при ВЦВК був засуджений до розстрілу, який незабаром замінили на безстрокове тюремне ув'язнення.
За день до вироку Ірина Енері заочно розлучилася з чоловіком і, кинувши дочку, емігрувала до Франції.
С. М. Сухотин і О. С. Чагадаєв відбували покарання в Таганської в'язниці, де, з дозволу начальства організували Великоросійський оркестр народних інструментів. 16 лютого 1921 року в складі оркестру були переведені на примусові роботи без утримання під вартою
Після звільнення С. М. Сухотін допомагав Толстим в організації музею «Ясна Поляна».
Із 9 червня 1921 року комендант Ясної Поляни.
19 жовтня 1921 року одружився з онукою Л. М. Толстого С. А. Толстою.
У січні 1922 року переніс інсульт. Турботу і догляд за ним взяли на себе мачуха Т. Л. Сухотіна-Толстая та теща О. К. Толстая.
У 1925 році за сприяння В Ф. Булгакова та численних друзів і знайомих був відправлений на лікування до Франції. Турботу за доглядом Сухотіна взяв на себе Ф. Ф. Юсупов.
С. А. Толстая заочно розлучилася з чоловіком відразу після його від'їзду та знову вийшла заміж — за поета Сергія Єсеніна.
Після декількох інсультів помер 4 червня 1926 року в лікарні Орлі — одному з передмість Парижа.

### Участь у вбивстві Г. Распутіна
У ніч із 16 на 17 грудня 1916 року (30 грудня за новим стилем) С. М. Сухотін на запрошення давнього друга князя Ф. Ф. Юсупова взяв участь у вбивстві «старця» Г. Ю. Распутіна, яке сталося в підвалі палацу Юсупових на Мойці. Пізніше до змови приєдналися великий князь Дмитро Павлович, В. М. Пуришкевич і С. С. Лазоверт. У слідчих матеріалах його прізвище відсутнє.
Вперше в історії змови він був згаданий як «поручик С.» у витягах із Щоденника В. М. Пуришкевича «Смерть Распутіна», виданих у Києві в 1918 році. Повністю його прізвище було названо лише в мемуарах князя Ф. Ф. Юсупова «Кінець Распутіна», виданих у Парижі в 1927 році.
У мемуарах друга князя О. С. Чагадаєва — князя П. П. Ішеєва — «Осколки минулого», виданих у Нью-Йорку в 1959 році, С. М. Сухотін був названий вбивцею Распутіна.

## Родина
БатькиБатько: Михайло Сергійович Сухотін (1850—1914) — депутат I Державної думи від Тульської губернії, ліберальний мислитель, зять Л. М. Толстого.
Мати: Марія Михайлівна Сухотіна, уроджена Боде-Количева (1856—1897), фрейліна імператриці Марії Олександрівни.
Із 1899 року пасинок Тетяни Львівни Сухотіної-Толстої, дочки Л. М. Толстого.